# Mene
Mene és l'únic gènere existent de la família dels mènids. Avui dia només està representat per l'espècie Mene maculata a la Conca Indo-Pacífica on és un peix popular com a aliment (sobretot, a les illes Filipines).
És un gènere antic amb espècies que es troben als sediments marins provinents del Cenozoic. L'espècie coneguda més antiga (Mene purdyi, del Paleocè del Perú) ja s'assembla a altres espècies més recents (com ara, Mene rhombea) i, fins i tot, amb l'única espècie existent avui dia, Mene maculata. Els experts no es posen d'acord si els fòssils de l'espècie Mene phosphatica trobats a Tunísia són del Paleocè inferior (la qual cosa voldria dir que és encara més antiga que Mene purdyi) o del període Ipresià de l'Eocè.

## Taxonomia
- Mene maculata (Bloch & Schneider, 1801)[5][6][7]
- Mene oblonga †
- Mene phosphatica †
- Mene purdyi †
- Mene rhombea †(Volta, 1796)[8][9][10][11][12][13][4]